# P-tolueensulfonylchloride
p-tolueensulfonylchloride, 4-tolueensulfonylchloride of tosylchloride is het zuurchloride van p-tolueensulfonzuur. De naam wordt vaak verkort tot p-TsCl. Het is een witte tot grijze, onwelriekende, corrosieve kristallijne vaste stof, die veel gebruikt wordt in organische syntheses. In water ontleedt het en vormt het waterstofchloride (HCl).

## Synthese
p-tolueensulfonylchloride kan bereid worden door tolueen te reageren met sulfurylchloride, met gebruik van aluminiumchloride als katalysator.

## Toepassingen
Met alcoholen (R-OH) vormt tosylchloride tolueensulfonzure esters of tosylaten, onder afscheiding van waterstofchloride. Deze reacties wordt meestal uitgevoerd in een basisch medium, bijvoorbeeld in pyridine, dat het waterstofchloride afvangt. Een alternatief is het gebruik van een base als tri-ethylamine in een organisch oplosmiddel.
De tosylaatgroep (CH3C6H4SO2O-) is in vergelijking met de hydroxylgroep een veel betere leaving group, die in een eliminatiereactie kan worden afgesplitst of door een nucleofiel worden gesubstitueerd. Dit voornamelijk omdat een tosylaation een zeer zwakke base is. Tosylchloride wordt dan ook gebruikt om een weinig reactief alcohol te activeren voor substitutiereacties, zelfs door relatief zwakke nucleofielen.
De tosylgroep wordt ook gebruikt als beschermende groep (protecting group) voor alcoholen of amines tijdens organische syntheses, bijvoorbeeld die van cycleen volgens de methode van Richman en Atkins.